# Grabos
Grabos (IV w. p.n.e.) – król iliryjskich Dardanów w latach ok. 358-335 p.n.e. Prawdopodobnie syn Bardylisa I, króla Dardanów.
Jego imię najwyraźniej nawiązywało do dynastycznego imienia występującego w rodzinie królewskiej Grabejów (Ilirowie, którzy żyli wokół Jeziora Szkodra w północnej Albanii). 
Poświadczony w r. 356 p.n.e., kiedy to Ateny, widząc zagrożenie ze strony króla Macedonii Filipa II zorganizowały przeciwko niemu koalicję wojskową. Do niej należeli, oprócz Aten, trzej królowie. Ketriporis, król tracki, postanowił przystąpić do koalicji z powodu działań Filipa na wschód od Amfipolis. Drugim królem był Lippeos z Pajonii, który odzyskiwał siły po poprzedniej porażce. Trzecim był Grabos, który był zaniepokojony działaniami Filipa w rejonie jeziora Lichnitis. Ateńczycy zamiast zorganizować od razu walkę z Macedonią, podjęli przygotowania do walki na morzu ze swymi dawnymi sprzymierzeńcami latem r. 356 p.n.e. Ilirowie i Pajonowie mieli trudności z prowadzeniem działań z powodu nowego systemu obronnego w północno-zachodniej Macedonii. Grabos nie mógł połączyć swych wojsk z Lippeosem. W środku lata Parmenion, wódz macedoński, pokonał Grabosa „w wielkiej bitwie”, zapewne z użyciem falangi uzbrojonej w sarissy. Parmenion na cześć swego zwycięstwa napisał pracę o wojnie iliryjskiej. Pokonany Grabos był zmuszony służyć, jako wasal macedoński.